# Vägen genom Skå
Vägen genom Skå är en svensk långfilm från 1957 i regi av Hans Dahlin. För manus stod Barbro Boman och för musik Gösta Theselius, Rune Persson.
Filmen, som hade manustiteln Deras ögon ser oss och den preliminära arbetstiteln Ensam väg, hade urpremiär den 4 mars 1957 på biograferna Astoria och Roxy.

## Inspelning
Filmen spelades in sommaren 1954, närmare bestämt mellan den 23 juni och 30 september. De flesta scener spelades in i Stockholm, medan några spelades in i Tierp och Gävle.

## Rollista
- Eva Stiberg - Inga, föreståndare på elevhemmet Åttan i Barnbyn Skå
- Barbro Hiort af Ornäs - Emma
- Erik Strandmark - Walter, föreståndare för Barnbyn
- Björn Berglund - Anders Torstensson, Emmas f.d. man, skogsarbetare
- Ingemar Pallin - Svenne, praktikant på Barnbyn
- Kaj Nohrborg - Lången, orkesterledare
- Arne Källerud - Björn
- Lasse Sarri - Leif, kallad Dockan, boende på Åttan
- Ann-Charlotte Bergman - Anna, Emmas och Anders dotter
- Sven Almgren - Gunne, boende på Åttan
- Gunhild Kjellqvist - Maggan, flicka på Barnbyn
- Rud Falne	- Jurre, Annas bror, boende på Åttan
- Mona Malm	- Vera, Annas klasskamrat
- Olle Pettersson - Greg, boende på Åttan
- Ann Tengtz-Nilsson - Aj, flicka på Barnbyn
- Nils Mattsson - Matti, boende på Åttan

### Ej krediterade roller
- Franco Mariano - Angelo, Annas italienske styvfar
- Jan Axell	- Mankan, pojke på Barnbyn
- Peder Dam	- Jompa, pojke på Barnbyn
- Hans Strååt - konstnären
- Björn Gustafson - kompis till Lången
- Leif Hedenberg - Johan, lärare på Barnbyn
- Brita Billsten - praktikant på Barnbyn
- Gregorio Donatello - den italienske antikhandlaren som tar hål i Annas öron
- Ann-Marie Tistler	- expedit på Åhléns
- Sven Holmberg - vaktmästare på Historiska museet
- Mauritz Strömbom - vaktmästare på Historiska museet
- Lisskulla Jobs - lärarinna som besöker Historiska museet
- Ingrid Borthen - kvinna på besök på Barnbyn
- Ulf Johanson - man på besök på Barnbyn
- Raimundo Heredia Heredia - Ramido, den spanske dansören
- Dan Grenholm - gitarrackompanjatören
- Gösta Holmström - vän till Annas far
- Karl-Erik Stark - skogsarbetare
- Birger Lensander - lokföraren
- Olof Thunberg - lokbiträdet
- Bengt Sundmark - busschauffören
- Ivar Wahlgren - rälsbusskonduktören
- Sture Ström - ena polisen som griper Lången
- Sten Ardenstam - andra polisen som griper Lången
- Göthe Grefbo - ena polisen i Barnbyn
- Sune Elffors - andra polisen i Barnbyn
- Sandra Nyman - dam i bussen
- Villy Andersson - pojke i bussen
- Vello Viliberg - pojke i bussen
- Mona Wikström - praktikant på Barnbyn
- Barbro Tengtz-Nilsson - praktikant på Barnbyn
- Raymond Södervall	- praktikant på Barnbyn
- Anna-Lisa Berlin - praktikant på Barnbyn

### Ej identifierade roller
- Olof Lindfors - Gusten
- Carlos Gisbert - Ramido
- Ulla Sjöblom - dam på Historiska museet klädd i nationaldräkt

### Fotnoter
1. 1 2 3  ”Vägen genom Skå”. Svensk Filmdatabas. http://sfi.se/sv/svensk-filmdatabas/Item/?itemid=4524&type=MOVIE&iv=Basic&ref=/templates/SwedishFilmSearchResult.aspx?id%3d1225%26epslanguage%3dsv%26searchword%3dv%C3%A4gen+genom+sk%C3%A5%26type%3dMovieTitle%26match%3dBegin%26page%3d1%26prom%3dFalse. Läst 17 augusti 2012.